# Lista över Omnitrix-varelser
Detta är en lista över kända varelser lagrade i Omnitrixen från den amerikanska serien Ben 10 och efterföljaren Ben 10: Alien Force som går på Cartoon Network.
Under största delen av serien sitter Omnitrixen kvar på Ben, vilket gör att alla varelser visas i relation till Ben. What if? avsnittet "Gwen 10" visar hur några av varelserna ser ut som kvinnor och avsnitten "Ben 10000" och "Ken 10" visar hur några av varelserna ser ut som vuxna.

## Ben 10

### Ben 10 första 10
Dessa varelser började Ben med när han fick Omnitrixen.

#### Vilden
(Wildmutt): Vilden är en Vulpimancer från planeten Vulpin, enklast beskriven som en korsning mellan ett lejon (kroppen) och en gorilla (överarmarna). Vilden saknar ögon, eftersom Vulpin inte har åtkomst till ljus (en interplanetär soptipp). Vildens övriga sinnen är dock förstärkta för att kompensera för detta; gälliknande utväxter på halsen samlar in ljud, lukt och andra faktorer från det närliggande området, och omvandlas till en bild i Vildens huvud, så gott som lika skarp som ett vanligt synintryck. Dessa sägs även ska kunna användas som vapen hos vuxna Vulpiner, men eftersom Ben bara är 10 år gammal verkar hans varelser vara i samma ålder. Notera att Vilden i Ben 10000 har mer vuxna drag såsom svans, ränder och Omnitrixens symbol i pannan. Detta gör att så länge 'gälarna' på halsen inte blockeras, så kan Vilden alltid uppfatta sin omgivning, även i totalmörker (vilket var poängen med att utveckla fram detta sinne). Vilden är stark, rörlig och uthållig och därmed en bra stridsform. Vildens svaghet är att den, till skillnad från varelser med syn, inte alltid hinner uppfatta snabbare rörelser förrän det är för sent att reagera. Om 'gälarna' skulle täppas igen, så är Vilden i princip hjälplös.
Vilden gjorde sitt första framträdande i "And then there where ten" efter hans andra experiment med Omnitrixen. Detta var hans första medvetna förvandling. Vilden har Omnitrixens symbol på vänster arm.

#### Fyrarm
(Fourams) är en Tetramand från planeten Khoros. Tetramander har fyra muskulösa armar och fyra ögon. Fyrarm var länge Bens absolut största skepnad, och den självskrivne muskelmannen i hans arsenal. Fyrarm kan enkelt lyfta tyngder som skulle vara omöjliga att lyfta även för den mest vältränade människa. Fyrarms art är utvecklad för slagsmål, och Fyrarms sätt att slåss går väl ihop med Bens vanliga strategi: att rusa in i striden utan att tänka efter före. Fyrarms ben är lika starka som armarna, vilket möjliggör långa och höga hopp. Fyrarms svaghet är just hans enorma styrka; den stora muskelmassan gör honom för klumpig för finare rörelser, vilket orsakar problem med snabbare och rörligare fiender. Fyrarm har dessutom svårt med att göra vardagliga saker som att öppna dörrar eller trycka på knappar utan att förstöra dem, vilket gör honom olämplig för strider inomhus.
Ben blev Fyrarm för första gången i avsnittet "Washington BC" när han skulle slåss mot Dr. Animos muterade mammut. Han bär omnitrixens symbol på den övre vänstra armen.

#### Grå dvärgen
(Grey Matter) är en Galvan från planeten Galvan Prime. På grund av planetens storlek är även Galvaner små, 12,5 cm höga, vilket gör grå dvärgen till den minsta varelsen i Bens arsenal. Detta gör honom extremt olämplig för de flesta strider. Grå dvärgen har en grå, grodliknande kropp som är en aning klibbig, vilket tillåter honom att med viss försiktighet klättra på olika ytor, även lodräta. Ett flexibelt skelett gör att han kan krypa in i de smalaste utrymmen, vilket spelar en stor roll för hans specialisering: maskiner. Galvaners hela utveckling har medvetet inriktats på att utöka deras intelligens. En ung Galvan (motsvarande ett barn) har redan en intelligens som överglänser mänskliga supergenier, och den här intelligensen växer bara med åren. Galvaner hyser dessutom ett särskilt sinne för teknologi; en Galvan kan, även om han aldrig sett den förut, använda och kunna allt om en enskild maskin bara genom att titta på den. En Galvans intelligens tillåter även djupare vetenskapliga analyser inom andra områden. Dessa förmågor förs över till Ben när han förvandlar sig till Grå dvärgen; i Grå dvärgens form har Ben ofta rabblat ur sig komplicerade analyser av olika maskiner och fenomen, vilka han efteråt erkänner att han själv inte begriper ett dyft av, även om han instinktivt kan använda dessa analyser för att uppnå olika mål. Grå dvärgen är genom sin intelligens och instinktiva teknologiska förmåga den optimala varelsen att använda när det handlar om att fixa maskiner. På grund av dess ringa storlek är Ben dock inte så förtjust i formen, förutom när han behöver smyga, vilket Grå dvärgen också är bra på. Ben har bara ett fåtal gånger med vilje förvandlats till Grå dvärgen; desto fler är de gånger då han förvandlats till Grå dvärgen av misstag, på grund av misstänkta buggar hos Omnitrixen.
Ben blev Grå dvärgen första gången i "Washington BC" då han såg att det fanns Guld-sumo-slammerkort i flingpaket. Han har Omnitrixens symbol på ryggen.

#### XLR8
(XLR8, spelar på det engelska ordet accelarate, accelerera) är en Kineceleran från planeten Kinet. De beskrivs som velicoraptorliknande rymdvarelser. Kinet är en elektriskt laddad värld där elektriska stormar håller Kinet i en snabb omloppsbana, vilket lett till att alla av XLR8:s art på en sekund kan uppnå hastigheter över ljudets. Denna supersnabbhet negleras vid kontakt med vatten och andra ofasta och/eller friktionsfria ytor, men detta problem har inte XLR8 genom den modifiering Omnitrixen genomförde av dess fötter. Omnitrixen gav XLR8 även den modifiering till att denne har fått en hjälm med visir (Ben 10000:s XLR8 har scanner i sitt visir) och en dräkt. Ben kan som XLR8 avklara flera kilometer på en minut eftersom han kan nå över 805 km/h (480 mph), och orsaka virvelvindar genom att supersnabbt springa runt i en cirkel. XLR8 är en användbar utomjording genom sin snabbhet, men är rätt skrangligt byggd i övrigt och är därför olämplig för direktstrid.
XLR8 susade första gången in i rutan i "And then there where ten" när han lekte med Omnitrixen. Han har Omnitrixens symbol på bröstet.

#### Upgrade
är en Galvanisk Mechomorph från månen Galvan B. Planeten uppstod när galvanska (Grå dvärgens art) forskare experimenterade med nanoteknik på Galvan Primes måne. Nanokomponenterna band sig med Galvan B-mineraler och skapade liv. Mechomorpher kan enkelt beskrivas som levande metall. Mer detaljerat, så består Upgrades kropp av ett komplicerat nätverk av nanokomponenter (naniter), vilket motsvarar en organisk varelses celler. Upgrade kan forma om sig till nästan vilken form som helst, och sträcka ut sig nästan hur långt som helst, varför Upgrades kropp kunde liknas vid kvicksilver. Detta gör att han kan återhämta sig från de flesta former av sönderslitning som han kan utsättas för, vilket gör att vanliga vapen inte skadar Upgrade. Upgrade klarar sig dessutom oskadd genom vakuum. Genom att Upgrade består av nanoteknologi, så kan den smälta ihop med och ta kontroll över elektronik och maskiner. Detta kännetecknas av att elektroniken får ett yttre skal med Upgrades färger och mönster, samt att dess funktioner modifieras och förbättras (därav namnet Upgrade, uppgradera). Utöver sin förmåga att ta över teknologi är Upgrade kapabel att koncentrera sitt inre energiflöde till en viss punkt (hittills i den cirkel som ska föreställa hans öga) och avfyra en energistråle, vilket kommer väl till pass när det inte finns någon teknologi i närheten att använda. Upgrades svaghet ligger i hans nanostrukturs specifika inriktning på teknologi; han kan inte ta över organiska varelser. Intelligenta maskiner (robotar, etc.) är betydligt svårare för Upgrade att kontrollera. Upgrade har uppvisat känslighet för elektriska flöden, vidare är han känslig för allt som bryter ned eller gör så metaller rostar.
Ben använde Upgrade första gången i "Permanent Retirement" när han skulle stoppa ett par skurkar som rånade en bankomat. Han bär Omnitrixens märke på bröstet.

#### Diamantskallen
(Diamondhead) är en Petrosapien från planeten Petropia. Petropia var en kristalltäckt värld med dess invånare boende i städer under jorden. Planeten förstördes av Vilgax med hjälp av Tetrax. Petrosapierna har tagit efter planetens kristalliska struktur. Detta ger Diamantskallen ett så gott som ogenomträngligt yttre skal, som han dessutom kan omforma efter sin vilja. Omformningen gör att han kan omvandla sina händer till enorma dubbar som han kan använda mot fiender. Dessutom kan han få kristall att växa fram ur sin kropp så snabbt att han kan fyra iväg dem som en kaskad av vassa projektiler. Alla skador och sprickor som Diamantskallen erhåller repareras enkelt genom denna snabba kristalltillväxt. Diamantskallens kropp kan även användas som ett naturligt prisma (en reflekterare av ljus), vilket gör att laser inte biter på honom. Hans kristallkropp gör honom känslig för soniska attacker (höga ljudattacker).
Ben blev Diamantskallen första gången i "And then there were ten" när han skulle slåss mot Vilgax robot. Omnitrixens symbol sitter på vänster sida av bröstet.

#### Vasstand
(Ripjaws) är en Piscciss Volann från planeten Piscciss. Arten kan beskrivas som en ungefärlig korsning mellan alligator, ål, djuphavsfisk och haj. Vasstand får sitt namn från sina tänder, som liksom en alligators garnityr är synnerligen starka och livsfarliga. Vasstand kan enkelt bita av stål med sina tänder. Han har en förmåga att byta mellan att ha två ben för gång på land och fiskfenor för snabbsimning. Med fenor kan Vasstand uppnå topphastigheter i vatten. På land är Vasstand inte fullt så användbar, speciellt med tanke på att han bara klarar av att vara uppe ur vattnet en kortare stund innan han torkar ut. På grund av det är Vasstand något mera av en nödrymdvarelse, som Ben har använt ytterst få gånger (inga gånger alls under säsong 3).
Ben blev Vasstand första gången i "The Krakken" då han skulle rädda Krakkens ägg. Omnitrixens symbol sitter på vänstra sidan av bröstet.

#### Sländan
(Stinkfly) tillhör en art av intelligenta Lepidopterran (insektliknande varelser) från Planeten Lepidopterra, med flygförmåga och fyra ögonstjälkar på huvudet. Stjälkarna kan spruta iväg en klibbig substans som kan fungera som ett klister eller och som har en explosiv effekt tillsammans med eld. Sländan har även kunnat spruta sådan vätska ur munnen. Sländan är jämte Skuggan den enda av Bens varelser med flygförmåga, vilket utgör Sländans huvudsakliga funktion när Ben förvandlar sig till denne. Passagerare klagar dock på att Sländans vingar avger en motbjudande lukt. Vid kontakt med vatten blir Sländans vingar för tunga för flygning, vilket är illa med tanke på att Sländan dessutom är en usel simmare.

#### Skuggan
(Ghostfreak) är en Ectonurite från planeten Anurphaetos. Arten är en spökliknande rymdvarelse som har kraften att bli osynlig och att passera genom fast materia, samt att sväva i luften. Trots att Skuggan var en användbar form blev Ben efter ett tag ovillig att förvandla sig till honom, eftersom han märkte en ökad aggressivitet i Skuggans form och hade mardrömmar om honom. Det framkom senare att alla av Skuggans art hade ett genetiskt minne (minnena lagras som gener, vilket gör att minnen kan ärvas samt återskapas genom kloning). Varje gång som Ben förvandlade sig till Skuggan så återskapades även personligheten och minnena från donatorvarelsen (Omnitrixen använder donerat DNA för att förvandla sin användare). Detta märktes först inte, men till slut (avsnitt 11, säsong 2) blev Skuggan självmedveten inne i Omnitrixen. När Ben strax därefter förvandlade sig till Skuggan av misstag, tog Skuggan totalt över och angrep hänsynslöst de skurkar som Ben hade tänkt slåss mot. När Omnitrixen sedan inledde nedstängning vägrade Skuggan att återvända till Omnitrixen, och slet sig loss från Ben när han förvandlades tillbaka. Skuggan, nu en varelse separat från Ben, återtog sin naturliga form (Omnitrixen hade modifierat Skuggan för att ta bort hans känslighet för solljus och ge honom ett mindre skrämmande utseende). Skuggan försökte besätta Ben (ta över hans kropp), för att kunna använda Omnitrixen till att göra honom komplett igen (det uppstod skador vid separationen). Ben lyckades stoppa denna plan, och förgjorde Skuggan genom att utsätta honom för solljus, hans största svaghet. Efter detta fanns Skuggans form inte längre i Omnitrixen. Skuggan kom senare att återupplivas av Dr. Victor (Samma art som Benvictor) och försökte skapa evigt mörker på Jorden så att människorna skulle muteras och så att han kunde styra över den. Efter att Skuggan förstörts igen visar det sig att Skuggans DNA har lagrats i Omnitrixens (Ectonurite utseendet utan det ljusskyddande skinnet). Ben har aldrig använt denna form igen under seriens gång.
Ben använde skuggan första gången på avsnittet Permanent Retirement då han ville fly från sin Tant Vera. Skuggan har Omnitrixens symbol mitt på bröstet.

#### Facklan
(Heatblast) är en Pyronite, vilka utvecklades på en semi-fast sol. Deras art är magma-baserad och består därmed av en form av sten och eld. Facklan och alla av hans art kan kontrollera hetta och eld omkring dem, samt kontrollera sin egen personliga eld och hetta, vilket gör att Facklan kan fyra av enorma kaskader av eld, samt avfyra eld nedåt med enorm kraft för att skjuta iväg sig själv som en raket. Genom att han ständigt står i brand måste Facklan vara försiktig när han hanterar folk och föremål. Facklan är känslig för allt som kan släcka flammor (skum, vatten, sand, etc.). Han är även med på Ben 10: Alien Force

## Bens klonade varelser

### Benwolf
Ben får den när han möter en Varulv som indianerna kallar Genaldushin som egentligen är en Loban från planeten Luna lobo. Sättet Ben fick Benwolf var att ”varulven” som kom ifrån ingenstans Ben och hans närmsta trodde när de var i New Mexico på besök hos en vän till Farfar Max. Som själv är en indian. Men som visade sig vara en anhängare till Skuggan, som letade efter satelliter för Skuggans mästerplan att mutera allt på planeten Jorden rev på omnitrixen vilket gjorde att den klona dess DNA som ledde till att Ben ”transformerade plötsligt till den”. Benwolf har förstärkta sinnen och förmågan att avge ett ultrasoniskt vrål som dess förmågor.

### Benvictor
Ben fick honom, när en av Skuggans anhängare vid namn ”Victor”. Som kommer ursprungligen ifrån planeten Anur Transyl, en planet med monsterliknande varelser. Hade fått tag på Ben, när Ben gömde sig ifrån både Victor och Skuggan under en strid mot de. När Ben gömde sig under en maskin, efter att ha berättat till både Max och Gwen om varför både ”varulven” och ”mumien” hade samlat på både på satelliter och ett stenliknande material som kallas för korrudiom. Som kan mutera olika livsformer, men även att Victor orsakar en massa blixtrar på molnen under sina NASA jobb. Vilket var ett plan för Skuggan att ta över Jorden, genom att mutera allt levande på vår planet. För att han sedan skulle ta över den, där under stridens gång så hitta Victor Ben, mitt i en maskin när omnitrixen förvandla Ben tillbaka till sig själv igen. När Victor kastade Ben ut ur maskinen, så tog han tag i omnitrixen och kastade ut Ben. Detta ledde till att han tog in sitt DNA i den, vilket gjorde att Ben kunde förvandla sig till honom och slåss mot sina fiender. Benvictors förmågor är att använda sig av elektricitet, där han kan skjuta ut blixtrar och styra och kontrollera olika sorter maskiner eller apparater som är elektroniska. Samtidigt som att Ben som Benvictor blir hur stark som helst också.

### Cannonbolt
Cannonbolt är en Vulpinsikpelerot från planeten Vulpin, och är en bolliknande varelse som kan rulla som en boll. Ben fick Cannonbolt när han ville transformera sig till någon annan, men fick omnitrixen att ta fram nya varelser som Ben kunde använda. Till en började hade han svårt att använda denna skepnad, men när han skulle stoppa tre utomjordingar som hade planterat en gigantisk insekt. Som har förmågan att förstöra en hel värld, lyckades Ben som sin sista förvandling att spränga sönder den. Vilket gjorde Canonbolt, till en av Bens mest förtjusta skepnader sedan dess. Med tanke på hur kraftfull den är.

### Vildrankan
Vildrankan är en Florauna från planeten Synon som Ben fick på avsnittet Camp Fear. Han kan sträcka ut sig och kan kasta explosiva frön som växer på hans rygg.

### Benmummy
Benmummy fick Ben av en utomjordisk mumie i en glassfabrik som försökte mutera en vakt. Benmummy är som en mumie som kan sträcka ut sina bandage och återhämta sig efter att ha blivit riven i bitar.

### Upchuck
I avsnittet The Vistor fick Ben Upchuck av Maxs kollega Xylene och den varelsen kan sluka nästan allting och spotta ut det som en grön, explosiv boll med stor träffsäkerhet.

### Ditto
I avsnittet Divided We Stand fick Ben denna varelse som kan klona sig själv. Han använde Ditto för många gånger på Divied We Stand och andra gången på Reddy to Rumble. Även hans son Ken i avsnittet Ken 10 använde honom.

### Eye Guy
Eye Guy är en varelse som har en massa ögon över hela sin kropp. Från dem kan han skjuta gröna energistrålar. Han kan också frysa sina fiender till is. 

### Way Big
Way Big är en jättestor varelse som är hur stor som helst vilket gör den till största i Bens arsenal. Han använde den första gången i filmen Ben 10 The secret of the omnitrix och andra gången i avsnittet Ken 10.

### Eon
Eon är Ben ifrån ett alternativt universum, som ville komma åt Omnitrixen genom att få Ben att förvandla sig till honom. För att låta sin art av människoliknande varelser som kallas i sin tur för Chronianer, att ta över världen. Eon lyckades dock till det, när Ben blev fastspänd av kedjor i en tom fabrik. När han skulle slåss mot Eon, men som blev stoppad av honom. Detta ledde till att Eon kunde ta tag i honom och vrida om omnitrixens väljarknapp så att Ben kunde få hans skepnad. När Ben blev till honom, blev han besatt och gjorde det som han blev tillsagd att göra. Nämligen att låta Eon och hans art att försöka ta över Jorden. Tills Gwen skrek på han att återvända till själv igen, detta gjorde att Ben inte längre ville vara han mer. Genom att förvandla tillbaka till sig själv i en kort stund, för att sedan förvandla sig till Vilden och slåss mot Eon. Efter att Eon såg det och blev förbannad på han, då han insåg att Ben hade förrått honom. Ben som Eon, har förmågan att skjuta ut blixtstrålar som kan ändra tiden, ändra åldern på olika djurarter, använda sig telekinesier alltså förmåga att flytta saker utan att röra de. Men även få olika varelser att försvinna. Resa till andra universum och dimensioner. Sist men inte minst skapa energibollar som skapas av elektrisitet, som även kan framkalla eld.

## Bens Framtida varelser som Ben 10.000

### Spitter
Spitter är en varelse som kan spotta mycket, mycket mer än en människa.

### Buzzshock
Buzzshock är en megawatt som kan stråla El som Benvictor.

### Articgauna
ArticGauna kan blåsa is som om han var den legendariska Ismannen

## Ben 10 Alien force varelser

### Träskeld (Swampfire)
Träskeld var den första av de nya varelserna som Ben förvandlade sig till. Han är tydligt inspirerad av Facklan. Träskeld är en växtvarelse som även kan hantera och kontrollera eld. Han kan även kontrollera och styra växter, samt kan "läka" skador och återskapa kroppsdelar. Han har även en övermänsklig styrka.

### Spindelapa (Spidermonkey)
Spindelapa är en varelse som kan beskrivas som en korsning mellan en apa och en spindel. Han har fyra armar. Precis som en spindel kan han skapa ett starkt nät, som han skjuter från sin svans. Spindelapa är även väldigt snabb samt atletisk.

### Eko Eko (Echo Echo)
Eko Eko är den "nya" Grå dvärgen, då det är den minsta av de nya varelserna. Han har även likheter med Upgrade då Eko Eko är en maskin. Han kan skapa höga ljudvågor, som blir starkare och starkare (precis som ekon). Han kan även skapa kloner av sig själv i ett varierande antal. Eko Eko talar på ett "hackigt" och mekaniskt sätt.

### Gigantosaur (Homungousaur)
Gigantosaur är en dinosaur/drak-liknande varelse, överlägset den största varelsen som Ben kan förvandla sig till just nu. Han har likheter med Fyrarm och Way Big. Gigantosaur har en övermänsklig styrka samt en otroligt tjock hud som kan stå emot det mesta. Han kan även öka och minska sin storlek precis som han vill. Det minsta han kan bli är runt tre meter, medan han sedan kan bli lika stor som ett fartyg.

### Alien X
Alien X är den mest mystiska, men även den mest kraftfulla varelsen som Ben kan förvandla sig till. Alien X kan manipulera och forma verkligheten precis som han önskar. Alien X har tre personligheter: Serena (som står för kärlek och medlidande), Bellicus (som står för raseri och aggression) samt Ben själv (som står för förnuft).

### Frosten (Big Chill)
Frosten är en fjärilsliknande rymdvarelse. Han har vingar som han kan lägga som en kappa över sig. Frosten har liknelser med Skuggan, då han kan göra sig osynlig samt sväva genom fast materia. Frosten kan även flyga, och har (som namnet avslöjar) iskrafter. Det är möjligt att Frosten är av kvinnligt kön (eller möjligtvis könlös) då det händer i ett avsnitt att Ben tappar kontrollen över Frosten. Frosten hade nämligen lagt ägg som behövdes tas hand om.

### Hjärnstorm (Brainstorm)
Hjärnstorm har likheter med en stor krabba. Precis som Grå dvärgen har Hjärnstorm en otroligt hög intelligens och intellekt. Han har även kraftfulla telepatiska och mentala förmågor.

### Rockan (Jetray)
Rockan kan flyga precis som Frosten, han kan även avfyra starka explosiva energistrålar från sin svans och sina ögon. Han har likheter med en rocka i röd färg. Rockan kan komma upp i otroliga hastigheter när han flyger.

### Slime (Goop)
Slime består av en grön kletig massa, som hålls uppe och ihop genom en apparat som svävar över hans huvud. Slime kan genom sin flexibla kropp forma sig själv hur han vill. Han kan till exempel tränga sig in genom springan på en dörr, eller binda en person. Massan är otroligt stark så vem som helst kan inte övermanna den.

### Kristallen (Chromastone)
Kristallen är nästan en kopia av Diamantskallen. Hans kropp består helt av kristall. Han kan skapa energistrålar, eller så absorberar han sådant han får på sig och använder det emot fienden. Kristallens kropp leder elektricitet, och genom sin hårdhet kan han stå emot de flesta angreppen.